# Jean Beaufret
Ne doit pas être confondu avec Jean-Pascal Beaufret.
Jean Beaufret, né le 22 mai 1907 à Auzances, mort le 7 août 1982 à Paris, est un philosophe français, connu pour son amitié avec Martin Heidegger. Il fut un représentant éminent de la pensée du philosophe allemand en France.

## Biographie

### Formation
Élève de l'école primaire des Mars (canton d'Auzances) où ses parents sont instituteurs, Jean Beaufret fait ses études secondaires au lycée de Montluçon. Il entre en khâgne au lycée Louis-le-Grand et assiste de temps en temps aux cours d’Alain au lycée Henri-IV. Il réussit le concours de l'École normale supérieure en 1928, effectue son service militaire, puis est reçu à l'agrégation de philosophie en 1933, après avoir passé sept mois à Berlin au moment de la prise de pouvoir de Hitler. Il rédige cette année-là un mémoire sur l'État chez Fichte, entame une thèse, qu'il n'achève pas, sous la direction de Jean Wahl, puis de Jean Guitton après sa brouille avec Jean Wahl. Il rencontre alors Maurice Merleau-Ponty, Paul Éluard, Paul Valéry, André Breton ; il étudie la philosophie allemande, en particulier Fichte, Hegel, et Marx.
Fait prisonnier en 1939, il s'évade d'un train en route pour les camps et recommence à enseigner à Grenoble en 1940. Après l'assassinat de Victor Basch en janvier 1944, il s'engage dans un réseau de la Résistance, le Service Périclès, qui fabrique de faux papiers. En même temps il découvre Martin Heidegger en lisant Être et Temps avec Joseph Rovan qui est d'origine allemande et travaille dans le même réseau.

### Rencontre avec Martin Heidegger
La rencontre entre Jean Beaufret et Martin Heidegger est le fait de Frédéric de Towarnicki, qui rend visite à Heidegger à l'automne 1945. Cette rencontre entre Heidegger et Towarnicki, alors attaché auprès des forces d'occupation françaises, a lieu au beau milieu du procès de dénazification de Heidegger (juillet-décembre 1945), conduit par les autorités françaises  et qui aboutit à la condamnation du philosophe  (interdiction d'enseigner de 1946 à 1951). Towarnicki apporte à Heidegger une série de quatre articles de Beaufret intitulée « À propos de l'existentialisme », parue dans la revue Confluences (no 2 à 6). (Les articles ont été réédités dans le recueil De l'existentialisme à Heidegger, paru en 1971 chez Denoël-Gonthier (réédition, Paris, Vrin, 1986)). Heidegger voit dans ces textes une lecture pleine de finesse de Être et Temps. Les deux hommes se rencontrent pour la première fois en septembre 1946. A dater de ce jour, outre son enseignement, Beaufret se consacre à faire connaître la pensée du philosophe allemand en France.
À Paris, après guerre, il habite d'abord au 9, passage Stendhal, dans le XXe arrondissement, où passent de nombreux élèves et amis (dont le poète Paul Celan), et en 1955 il reçoit un soir d'été René Char et Martin Heidegger, qui se rencontrent là pour la première fois. Dans les dernières années de sa vie, il déménage pour habiter rue du Temple.

### LaLettre sur l'humanisme
En novembre 1946, apprenant que l'un de ses amis part pour Fribourg-en-Brisgau, il rédige sur une table de café une lettre à l'attention de Heidegger, où il lui pose notamment trois questions :
1. la première porte sur la théorie sartrienne de l'engagement ;
2. la deuxième est : « Comment redonner un sens au mot “humanisme” ? »
3. la troisième : « Comment sauver l'élément d'aventure que comporte toute recherche sans faire de la philosophie une simple aventurière ? »

La réponse de Martin Heidegger constitue l'une de ses œuvres majeures : la Lettre sur l'Humanisme. C'est à la deuxième question que le philosophe répond le plus longuement, en critiquant tout humanisme dans la mesure où il repose sur une conception métaphysique de l'homme, et en affirmant que si un humanisme doit ressurgir, ce sera à partir d'une plus haute définition de l'homme en tant que « berger de l'être ».

#### Enseignement
Outre ses deux khâgnes (lycée Henri-IV de 1949 à 1953 et Condorcet de 1955 à 1972), Jean Beaufret enseigne à l'École normale supérieure pendant une quinzaine d'années. En 1962, Louis Althusser ne reconduit cependant pas son contrat. Ayant postulé à deux reprises pour rejoindre l'université, il est refusé les deux fois. La première fois, en 1953 ou 1954, Jean Wahl s'y oppose en prétextant que la thèse de Beaufret n'a pas avancé ; la seconde fois, en 1969-70, il fait acte de candidature à l'université d'Aix-en-Provence, mais il est à nouveau refusé, cette fois-ci en raison de l'opposition de Gilles-Gaston Granger.
Ces contrariétés ne l'empêchent cependant nullement de travailler et il publie en 1973 et 1974 aux Éditions de Minuit, dans la collection de Kostas Axelos, « Arguments », trois recueils de textes au titre général commun : Dialogue avec Heidegger, autant d'étapes dans l'approche de la pensée de Heidegger. Le premier de ces ouvrages concerne la philosophie grecque (des Présocratiques à Aristote), le second la philosophie moderne (de la scolastique à Nietzsche), le troisième une approche plus ciblée de la pensée de Heidegger à travers les grandes questions soulevées par le philosophe allemand (rapport philosophie-science ; question de la technique, fin de la philosophie, etc.).

#### Élèves
Professeur de philosophie Jean Beaufret a formé à l'expérience de la pensée de nombreux élèves parmi lesquels Jean-François Courtine, Emmanuel Martineau, François Vezin, François Fédier, Pierre Jacerme, Jean-Luc Marion, Michel Deguy, Claude Roëls, Alain Renaut (heideggérien jusqu'en 1976), Dominique Janicaud, Roger Munier, Jean-François Marquet, Jean-Claude Passeron.

### Dernières années
Trois événements assombrissent quelque peu ses dernières années : une accusation d'antisémitisme, des querelles entre les heideggériens parisiens et l'échec réitéré de sa carrière universitaire.
Jean Beaufret était homosexuel.

#### Les «affaires Beaufret»
La première affaire concerne une accusation d'antisémitisme, survenue en 1968, à l'occasion de la publication d'un ouvrage collectif en hommage à Jean Beaufret, L'Endurance de la pensée, dont l'initiative, selon Dominique Janicaud, « revient, semble-t-il, à François Fédier qui en fut effectivement le maître d’œuvre ». Y contribuent notamment Maurice Blanchot, Jacques Derrida, Michel Deguy et Roger Laporte. Selon Michel Kajman, Jean Beaufret avait fait état devant Roger Laporte en 1967 « de réflexions que l'on qualifierait [en 1988] de révisionnistes et aussi de critiques à l'encontre du penseur juif Emmanuel Lévinas [...] qui dépassaient, précisément, l'ordre de la simple critique ». Selon Dominique Janicaud, Laporte les « rapporte à Jacques Derrida qui, bouleversé, écrit à Fédier. Celui-ci proteste de l'innocence de Beaufret. Maurice Blanchot, prévenu à son tour, envisage de retirer son texte du recueil. Beaufret, accusant Laporte de calomnie et se justifiant devant Derrida et Deguy, les textes de Blanchot et Deguy sont maintenus in extremis mais Blanchot ajoute [au sien une] dédicace à Emmanuel Lévinas ».
La seconde affaire concerne les relations de Jean Beaufret avec son ancien élève, l'auteur révisionniste Robert Faurisson. Selon Hugo Ott, Jean Beaufret « s'est identifié avec les « recherches » de Faurisson et les a pour ainsi dire autorisées ». L'historien allemand se réfère à deux lettres de Jean Beaufret à Robert Faurisson publiées par ce dernier. Pour Ott, ces lettres « expriment un soutien au travail qu'accomplit Faurisson et l'encouragent à persévérer dans cette même ligne de recherche. C'est essentiellement la même ligne que lui (Beaufret) poursuit ». Il s'appuie en particulier sur une lettre adressée le 22 novembre 1978 par Beaufret à Faurisson, après que ce dernier a, selon Ariane Chemin, essuyé « insultes ("nazi !") et coups de poing », à la suite d'une lettre adressée par Faurisson à plusieurs journaux en octobre 1978, dans laquelle il affirmait que « les prétendus massacres en « chambres à gaz » et le prétendu « génocide » sont un seul et même mensonge »,. Dans cette lettre, Beaufret écrit : « Je crois que j'ai fait pour ma part à peu près le même chemin que vous et me suis rendu suspect pour avoir fait état des mêmes doutes. Heureusement pour moi, ce fut oralement »,. Selon François Fédier, ce 22 novembre 1978 « avait paru dans le journal Le Monde un article intitulé « M. Faurisson est victime d'une agression ». À la suite de cet article, et dans un caractère différent, on peut lire une mise au point signée Br. F., où est rapporté le contenu d'une conversation téléphonique du journaliste avec R. Faurisson. Ce dernier – je cite – s'estime victime de « calomnies » et réfute les épithètes de « nazi » et d'« antisémite ». À la fin de cette mise au point, le journaliste déclare fermement : « Rien ne justifie que l'on utilise contre lui [sc. R. Faurisson] des méthodes d'intimidation ». La première lettre de Jean Beaufret est une réaction d'indignation ». François Fédier considère par ailleurs que les « doutes » exprimés par Beaufret dans cette lettre « ne portaient pas sur la réalité du massacre mais bien sur le nombre de victimes ». Selon Michel Kajman, « considérée isolément, la publication de la correspondance Faurisson-Beaufret ne peut soulever – au pire - qu'une tempête dans un verre d'eau ».

#### Perte de l'hégémonie sur Heidegger
De la fin des années 1940 au milieu des années 1970, Beaufret est au centre de la lecture et de la diffusion de la pensée de Heidegger en France : il représente la plus grande autorité après Heidegger lui-même. Mais à la mort de Heidegger en 1976, cette autorité commence à lui être contestée, et ce, principalement en deux occasions. La première de ces occasions est une polémique déclenchée par un de ses anciens élèves, Alain Renaut, au sujet de la publication de Questions IV : Renaut conteste la rigueur de la traduction de ce livre et les partis pris des traducteurs. Cette affaire déchire le groupe des heideggériens jusque-là soudé autour de Beaufret. La seconde occasion de cette contestation est une lettre de Roger Munier à Heidegger, où est dénoncé le "monopole" beaufrétien ; Heidegger prévient Beaufret, qui, affecté par cette façon d'agir de Munier, polémique volontiers dans ses derniers textes contre ses détracteurs.

#### L'échec universitaire
Le troisième facteur est son nouvel échec pour obtenir un poste à l'université. Il met ce nouveau refus sur le compte de son amitié avec Heidegger et du dialogue qu'il a su établir et développer avec lui.
Il meurt le 7 août 1982 à Paris et est inhumé au cimetière d'Auzances, dans la Creuse.

## Amitié avec Heidegger
Jean Beaufret a été « sans conteste l'ami le plus fidèle et le plus attentif que le philosophe eut dans les trente dernières années de sa vie » (Petzet). En outre il a été son principal représentant en France : c'est autour de lui que se sont formées plusieurs générations de lecteurs de Heidegger.

## Parménide
Jean Beaufret a édité le Poème de Parménide, qui a remporté un grand succès.
De Heidegger, Beaufret retient la conception de l'histoire de la philosophie comme oubli de l'être, dont Parménide avait amorcé la pensée.

### Ouvrages de Jean Beaufret
- Le poème de Parménide, Paris, PUF, 1955.
- "Hölderlin et Sophocle", préface à Hölderlin, Remarques sur Œdipe; remarques sur Antigone, Paris, 10/18, 1965.
- Introduction aux philosophies de l'existence, Paris, Denoël/Gonthier, 1971. Rééd. sous le titre De l'existentialisme à Heidegger, Paris, Vrin, 1986. Comporte un "Essai de bibliographie des écrits de Jean Beaufret" par Guy Basset.
- Dialogue avec Heidegger, Paris, Minuit, 1973-1985, coll. "Arguments", 4 vols.
- Douze questions posées à Jean Beaufret à propos de Martin Heidegger, E. de Rubercy, D. Le Buhan, Paris, Aubier, 1983. (Première publication, Les Lettres Nouvelles, no 74, décembre 1974/janvier 1975, Paris, Le Mercure de France).
- Notes sur la philosophie en France au XIXe siècle, Paris, Vrin, 1984. Rééd. poche, Paris, Pocket, coll. "Agora", 2011.
- Entretiens avec F. de Towarnicki, Paris, PUF, 1984.
- Leçons de philosophie, Paris, Le Seuil, 1998, coll. "Traces écrites", 2 vols.
- Le fondement philosophique des mathématiques, Paris, Le Seuil, 2011, conférences.

### Études sur Jean Beaufret
- Collectif, L'Endurance de la pensée. Pour saluer Jean Beaufret, Paris, Plon, 1968.
- Jean-Philippe Guinle, « Jean Beaufret », Nouvelle Revue française, no 363, Paris, Gallimard, 1983.
- Dominique Janicaud, Heidegger en France, Paris, Hachette, 2005 (1re éd. 2001), 291 p. (ISBN 2-01-279185-9)
- Pierre Jacerme, « Présence de Jean Beaufret. La 'saison' d' 'être' », in Jean-Marc Joubert et Gilbert Pons, Portraits de maîtres. Les profs de philo vus par leurs élèves, CNRS Éditions, 2008, p. 84-88.
- (en) Rodney Sharkey, « Beaufret, Beckett and Heidegger: the question(s) of influence », Samuel Beckett Today / Aujourd'hui, vol. 22,‎ 2010 (JSTOR 25781939).